# آرمن تاخداجیان
آرمن لئونی تاخداجیان (ارمنی: Արմեն Լևոնի Թախտաջյան؛ ۱۰ ژوئن ۱۹۱۰ – ۱۳ نوامبر ۲۰۰۹) یک زیست‌شناس و گیاه‌شناس اهل ارمنستان بود.
وی برنده جوایزی همچون جایزه دولتی اتحاد شوروی، نشان لنین، و نشان مسروپ ماشتوتس شده‌است.

## نگارخانه

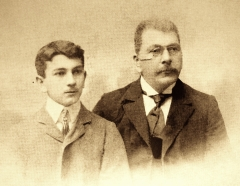